# Léon Flameng
Marie Léon Flameng (Párizs, 1877. április 30. – Ève, 1917. január 2.) olimpiai bajnok, olimpiai ezüst és bronzérmes francia kerékpáros.
Az 1896. évi nyári olimpiai játékokon indult 4 kerékpárversenyen a 6-ból. 100 km-es futamon aranyérmet nyert. 10 km-es futamon ezüstérmes lett és sprintben pedig bronzérmes. Időfutamban nem szerzett érmet.
Az első világháborúban hunyt el egy rosszul sikerült ejtőernyős bevetés közben.